# Taxodium distichum
Taxodium distichum, el ciprés de los pantanos o ciprés calvo, es un árbol de la familia de las Taxodiáceas, originaria del sudeste de los Estados Unidos. Es una especie que se adapta muy bien a los medios húmedos.

## Hábitat
El ciprés calvo, que es el árbol emblema de Luisiana, es originario del cuadrante sudeste de los Estados Unidos. Se le considera a menudo como el símbolo de los humedales del sur, también se encuentra en Carolina del Sur, Illinois, Misisipi, Florida y Texas.
Este árbol aprecia los lugares soleados y los terrenos encharcados, pantanosos o regularmente inundados. Es una de las pocas coníferas que pueden vivir dentro del agua. Medra en la orilla de los grandes ríos como el Misisipi. Fue introducido en Europa en 1640. En los terrenos más secos, está acompañado del roble de los pantanos (Quercus palustris).
La especie vivía asimismo en Europa hace 8 millones de años, como lo indica un excepcional descubrimiento reciente (en julio de 2007) cerca de Bükkábrány, en el departamento de Borsod-Abaúj-Zemplén en Hungría. Se trata de un grupo de árboles del mioceno cuya madera no se ha fosilizado y se ha conservado en una mina de lignito.
Esta especie es originaria de climas húmedos donde la precipitación anual oscila entre 760 mm o 30 pulgadas en Texas y 1630 mm o 64 pulgadas a lo largo de la costa del Golfo. Aunque crece mejor en climas cálidos, el límite norte natural de la especie no se debe a la falta de tolerancia al frío, sino más bien a requisitos reproductivos específicos: más al norte, la regeneración natural se ve impedida por el daño del hielo en las plántulas. Los árboles más grandes pueden tolerar temperaturas mucho más bajas y una humedad más baja.
El ciprés calvo es resistente y se puede plantar en las zonas de rusticidad USDA 4 a 10 de los EE.UU; por ello su cultivo tiene éxito muy al norte de su área de distribución nativa, incluso hasta el sur de Canadá. También se planta comúnmente en Europa, Asia y otros lugares templados y subtropicales. Sin embargo, requiere veranos calurosos para un buen crecimiento.

## Descripción
Conífera caducifolia. Puede llegar hasta 40 metros de altura, copa piramidal, ramas horizontales, hojas aciculares de 1 por 0.1 cm, caedizas.
Cultivado en la región del Delta del Paraná, sobre el borde de arroyos, como protector contra la erosión hídrica.
Buena madera, textura fina y homogénea, grano derecho y veteado suave, Pe 0,510 kg/dm³. Madera blanda, liviana, fácil de trabajar. Para construcciones de viviendas, vigas, tirantes. 
Su tronco se ensancha en la base, proporcionándole estabilidad. En suelos anegados emite raíces aéreas llamadas neumatóforos que buscan la superficie para oxigenarse.

## Taxonomía
Taxodium distichum fue descrita por (L.) Rich. y publicado en Annales du Muséum National d'Histoire Naturelle 16: 298. 1810.

## Etimología
Taxodium: nombre genérico latino, corrupción de taxoideum, "tejoide" o "similar al tejo"
distichum: epíteto latino que significa "dístico" (en dos filas; con hojas situadas en un plano, mirando a los lados del eje)

## Sinonimia
- Cuprespinnata disticha (L.) J. Nelson
- Cupressepinnata disticha (L.) J.Nelson
- Cupressus americana Catesby ex Endl.
- Cupressus disticha L.
- Cupressus laeta Salisb.
- Cupressus montezumae Humb. & Bonpl. ex Parl.
- Glyptostrobus columnaris Carrière
- Schubertia disticha (L.) Mirb.
- Taxodium ascendens var. nutans (Aiton) Rehder
- Taxodium ascendens f. nutans (Aiton) Rehder
- Taxodium denudatum Carrière
- Taxodium knightii K.Koch
- Taxodium pyramidatum Beissn.
- Taxodium sinense Nois. ex Gordon[8]

## Nombres comunes
- ahoehuetl de México, ahuehuete, ciprés de hoja de acacia, ciprés de Luisiana, ciprés de Virginia, ciprés dístico, sabino de Oaxaca.[9]

## Galería

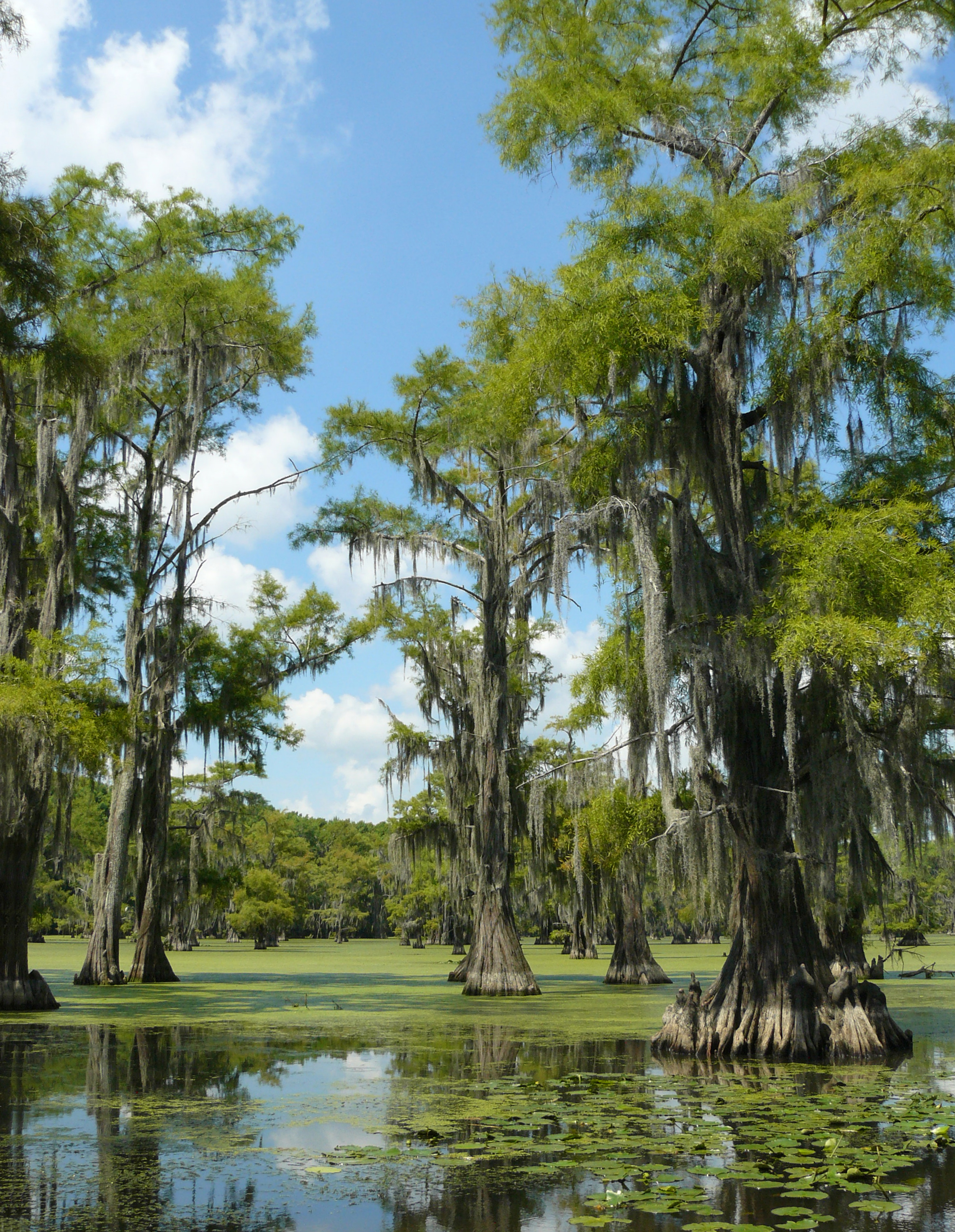
En su hábitat
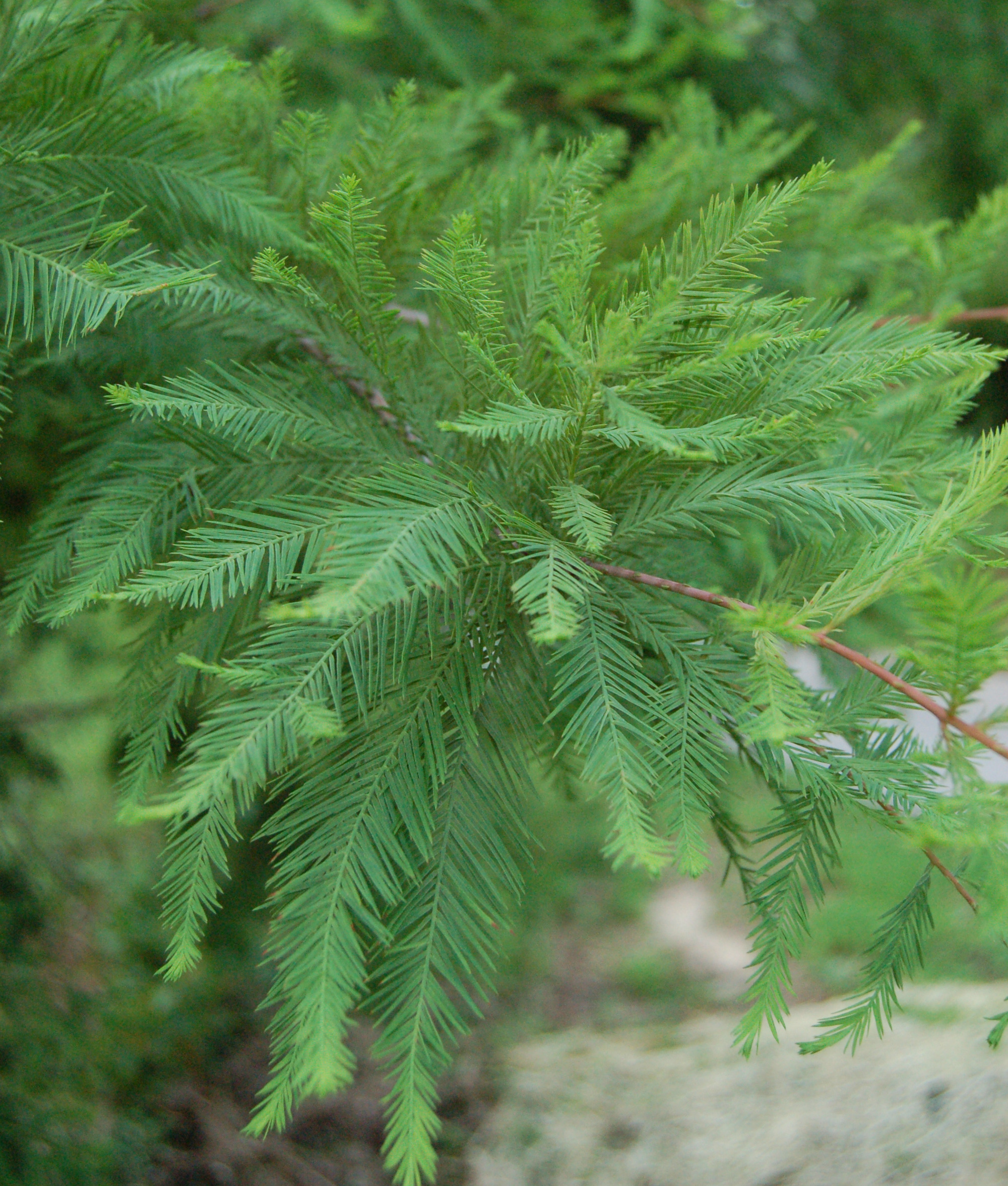
Hojas
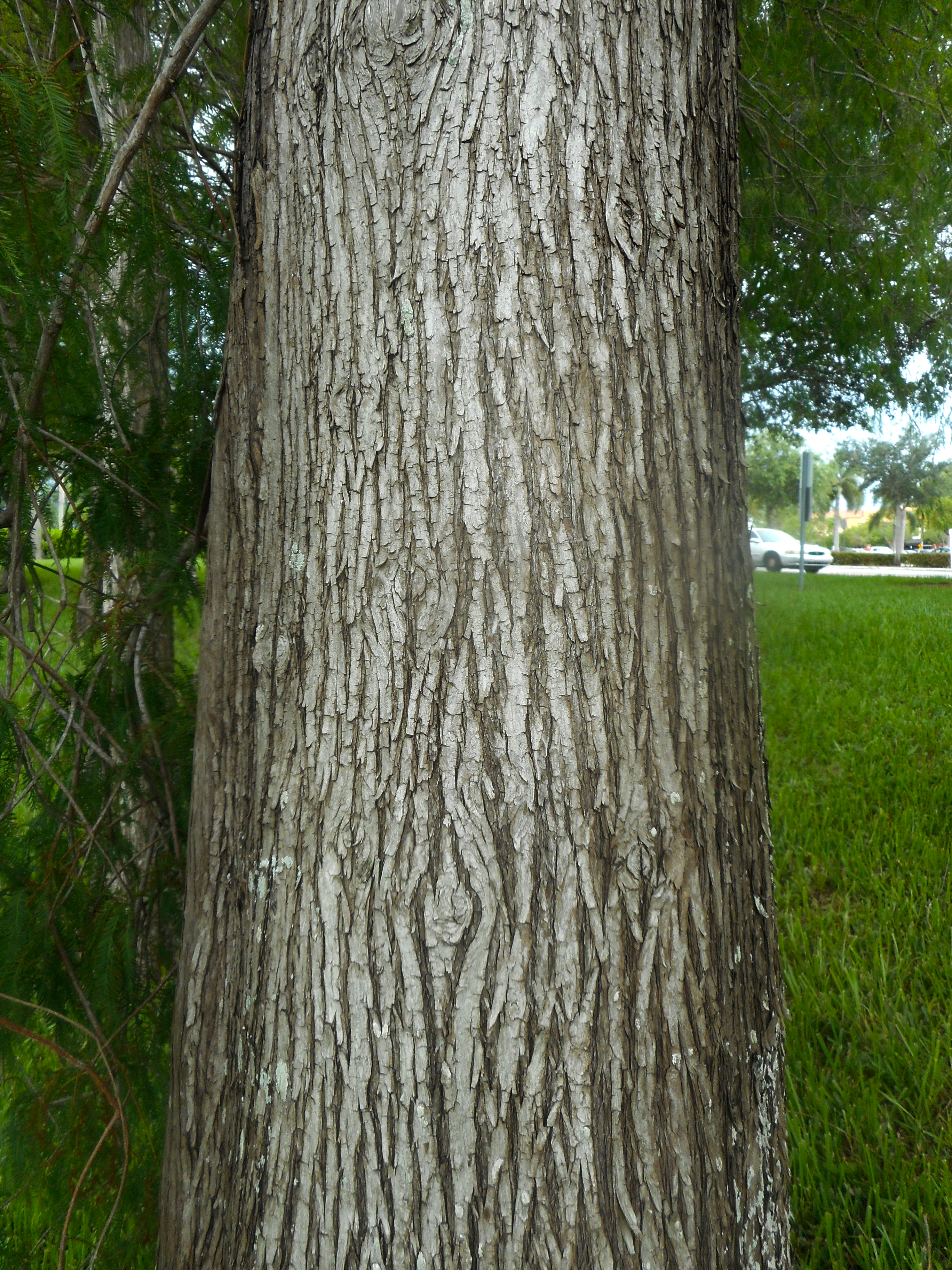
Tronco
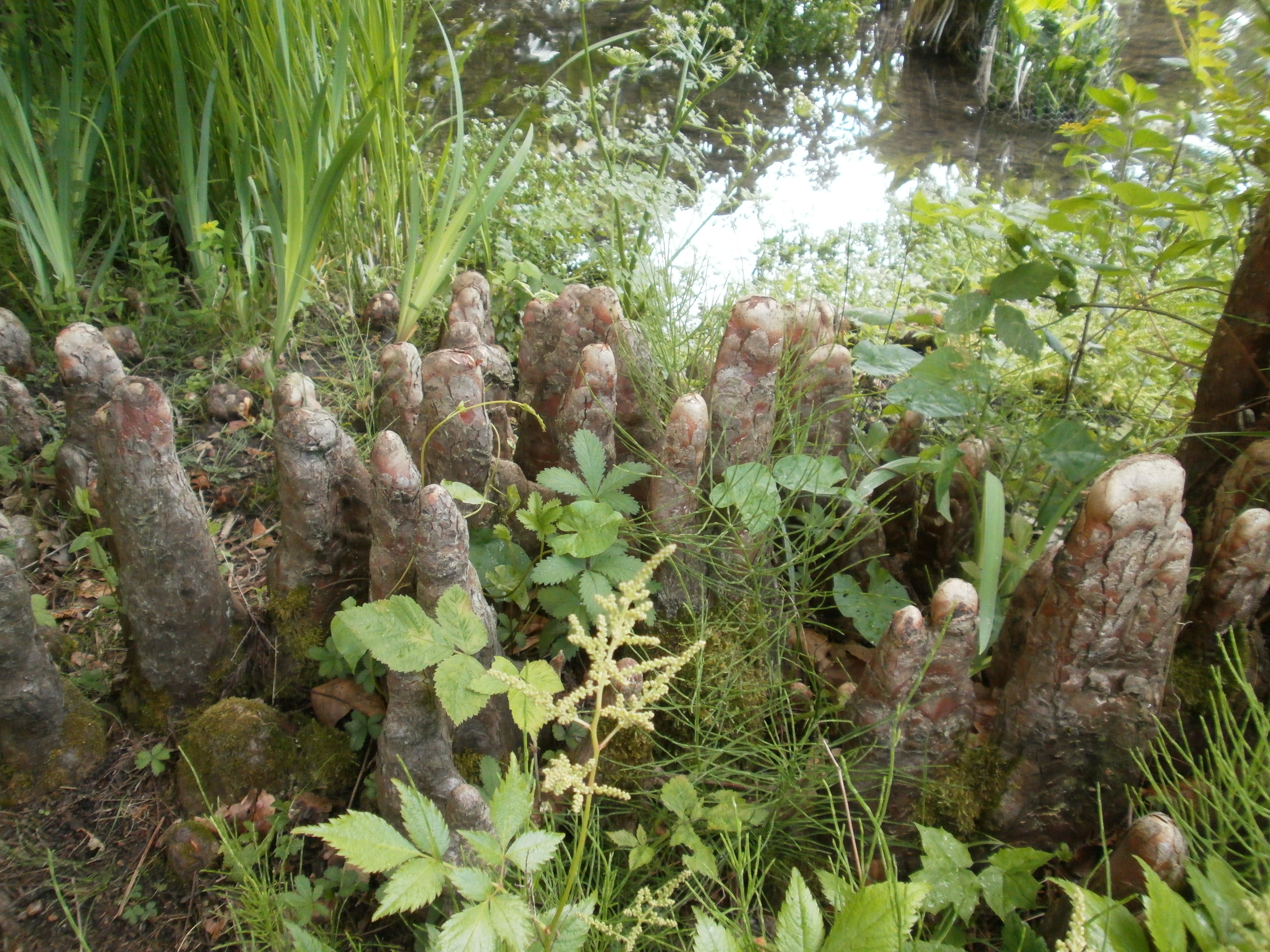
Detalle de los neumatóforos de Taxodium distichum en terreno anegado.
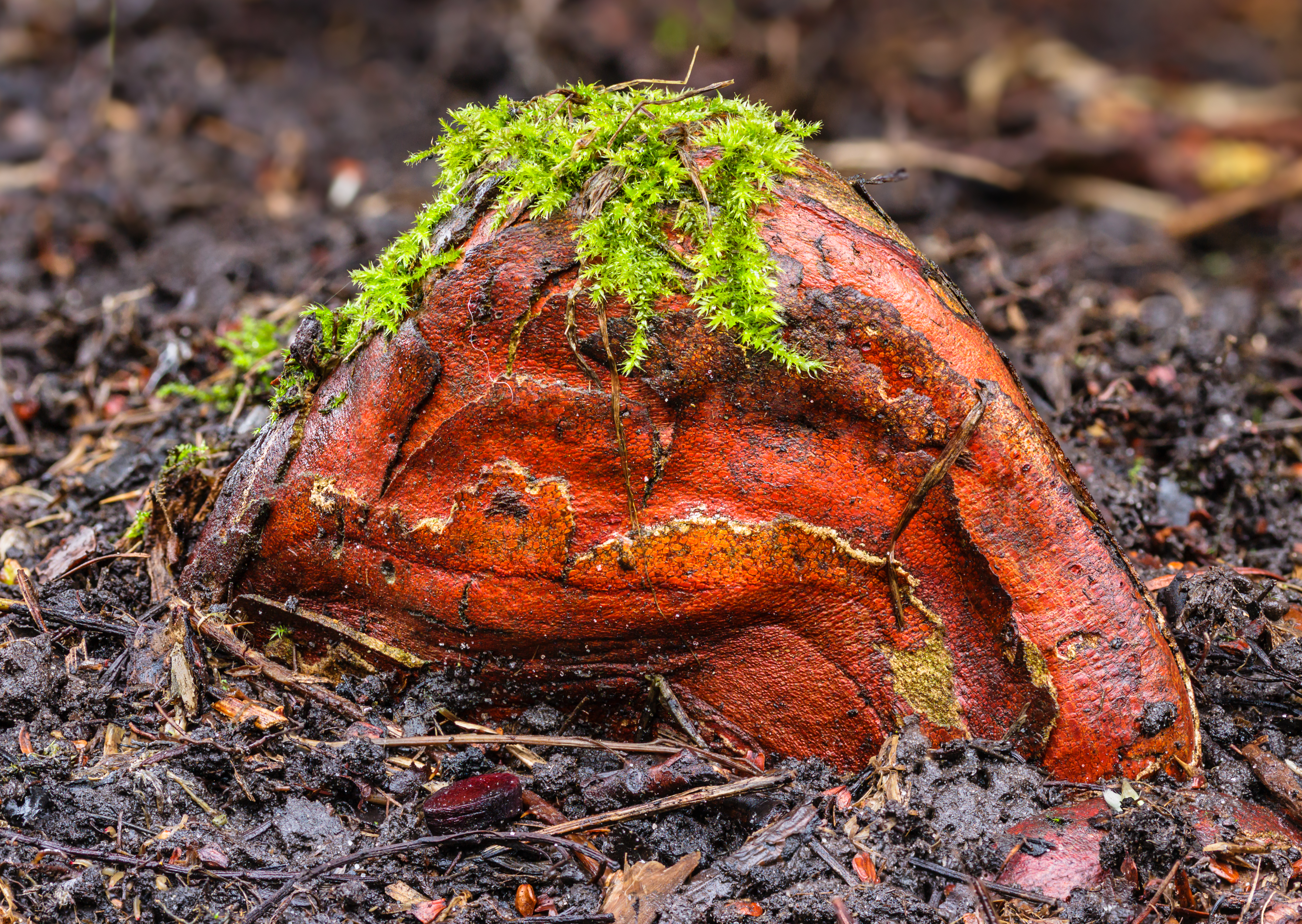
Raíz joven (neumatóforo).